# Zosterops stenocricotus
El anteojitos forestal (Zosterops stenocricotus) es una especie de ave paseriforme de la familia Zosteropidae propia de África central. Anteriormente se clasificaba como una subespecie del anteojitos senegalés (Zosterops senegalensis).

## Distribución y hábitat
El anteojitos forestal se encuentra desde el sureste de Nigeria al suroeste de la República Centroafricana y el norte de Gabón. Su hábitat natural son los bosques de montaña tropicales húmedos y los matorrales de altura.